# Фонтаназалза (Трапани)
Фонтаназалза је насеље у Италији у округу Трапани, региону Сицилија.
Према процени из 2011. у насељу је живело 194 становника. Насеље се налази на надморској висини од 60 м.